# Лино, Самуэл
Самуэ́л Ди́ас Ли́но (порт.-браз. Samuel Dias Lino; род. 23 декабря 1999, Санту-Андре, Сан-Паулу) — бразильский футболист, вингер клуба «Фламенго».

## Клубная карьера
Лино — воспитанник клуба «Фламенго». В 2017 году Самуэл в поисках игровой практики перешёл в «Сан-Бернардо». 21 мая 2017 года в матче против «Нову-Амбургу» он дебютировал в бразильской Серии D. Летом 2019 года Лино перешёл в португальский «Жил Висенте». 17 августа в матче против «Морейренсе» он дебютировал в Сангриш лиге. 2 февраля 2020 года в поединке против «Морейренсе» Самуэл забил свой первый гол за «Жил Висенте».
Летом 2022 года Лино перешёл в испанский «Атлетико Мадрид», подписав контракт на 5 лет, но для получения игровой практики сразу же был отдан в аренду в «Валенсию». 14 августа в матче против «Жироны» он дебютировал в Ла Лиге. 4 сентября в поединке против «Хетафе» Самуэл забил свой первый гол за «Валенсию».
Летом 2023 года Лино вернулся в «Атлетико Мадрид». 20 августа в матче против «Бетиса» он дебютировал за клуб. 8 октября в поединке против «Реал Сосьедад» Самуэл забил свой первый гол за «Атлетико Мадрид». В матчах группового этапа Лиги чемпионов против шотландского «Селтика» и итальянского «Лацио» он забил по голу.